# Manute Bol
Manute Bol (n. 16 octombrie 1962, Sudan - d. 19 iunie 2010) a fost un jucător de baschet și activist din Sudanul de Sud, de origine etnică Dinka. 
Este considerat unul dintre cei mai cunoscuți și influenți oameni ai grupului etnic Dinka.

## Gigantismul sudanezului
La cei 2,31 m ai săi, Bol a fost indiscutabil cel mai înalt jucător din Asociația Națională de Baschet (NBA) până la debutul lui Gheorghe Mureșan, care are și el aceeași înălțime. Se crede că Bol s-a născut la 16 octombrie 1962 în Turalie sau Gogrial, Sudan. El este fiul unui șef de trib Dinka, care i-a dat numele de "Manute", care înseamnă "binecuvântarea specială."